# ノキアンタイヤ
ノキアンタイヤ（英: Nokian Tyres plc, フィンランド語: Nokian Renkaat Oyj）は、フィンランド・ノキアに本拠を置き、世界60カ国以上で製品を販売するタイヤメーカー。寒冷地や森林地域など、過酷な環境での走行に耐えるタイヤに強みを持ち、乗用車および商用車のユーザー向けに提供している。ナスダック・ヘルシンキ上場企業（Nasdaq Nordic TYRES）。

## 概要
ノキアンタイヤの事業は、乗用車メーカーへの部品供給ではなく、一般消費者向けの販売が半分以上を占めることが大きな特色となっており、特にウィンタータイヤの売上が全体の約7割を占める。ノキアンタイヤの子会社として、北欧諸国を中心にタイヤに関する総合サービスを行うVianorがある。
元レーシング・ドライバーのミカ・ハッキネンがノキアンタイヤの公式アンバサダーを務めている。

## 沿革
ノキアンタイヤの起源は、1898年にフィンランドで設立されたゴム製造会社Suomen Gummitehdas Oy（Finnish Rubber Works ltd）に遡り、同社は1904年にノキアに工場を開設、1932年に自動車用タイヤの製造が開始された。 1934年に世界初のトラック向けウィンタータイヤThe Weather tyreを発表し、1936年に現在まで続くウィンタータイヤブランド「ハッカペリッタ」を発売した。1967年に企業統合が行われノキア（FNokian Corporation）が設立、当時ケーブルや紙製品を主力製品としていた同社の一部門となった。1959年のスウェーデンを皮切りに海外進出を進め、1980年に北米に進出、1980年代に入るとノキアは通信事業に注力するためタイヤ部門の分社化を決定、1988年にノキアンタイヤとして独立した。
1995年に株式を上場すると共に工場の拡張を進め、2003年に日本のブリヂストンのヨーロッパ法人が最大株主となった。 2020年にアメリカ合衆国・テネシー州に工場を新設した。
2022年ロシアのウクライナ侵攻に伴い、西側諸国の多くはロシアに対して経済制裁を発動。ノキアンタイヤもロシアの石油・ガス大手タトネフチに事業を売却して同国内における事業から撤退を余儀なくされた。

## スポンサー
2006年以降、世界オリエンテーリング選手権の公式スポンサー企業となっている。

## 日本におけるノキアンタイヤ
日本では2017年より阿部商会がノキアンタイヤの日本総輸入販売元となっており、各都道府県の販売代理店でノキアンタイヤの製品を取り扱っている。